# AV용 디지털 인터페이스
AV용 디지털 인터페이스(Digital Interface for Video and Audio, DIVA, DiiVA, 비디오 및 오디오용 디지털 인터페이스)는 압축 및 비압축 디지털 스트림을 모두 전송하기 위한 양방향 오디오/비디오 인터페이스에 대한 제안이었다. 이는 캘리포니아주 서니베일과 광저우에 본사를 둔 시너칩컴퍼니(Synerchip Company, Limited)에서 개발했다.
DIVA는 1080p보다 높은 해상도에서 깊은 색상을 표현할 수 있는 13.5Gbit/s의 다운스트림 데이터 속도(소스에서 디스플레이까지)를 지원한다. DIVA는 또한 여러 하위 채널(오디오, 제어, 압축 비디오 등)을 전달할 수 있는 2.25Gbit/s 양방향 통신 데이터 채널을 지원한다. 이는 DIVA에 18Gbit/s의 원시 양방향 데이터 속도 또는 14.4Gbit/s의 사용 가능한 양방향 데이터 속도(8b/10b 인코딩으로 인해)를 제공한다. DIVA는 단일 카테고리 6A 케이블을 사용하여 차이나 디지털 리빙 포럼 & 쇼케이스 2008(China Digital Living Forum & Showcase 2008)에서 시연되었다. DIVA 프로모터 그룹은 창훙, 하이얼, 하이센스, 콘카, 판다, 스카이워스, SVA, TCL, 시너칩이 구성했다. 2008년 2월, DIVA 프로모터 그룹은 2008년 말까지 DIVA 사양을 완성하고 2009년이나 2010년에 DIVA 칩을 출시하기를 희망했다.

## 같이 보기
- 디지털 비주얼 인터페이스
- 디스플레이포트
- HDMI